# Amorbach
Amorbach és una ciutat del districte de Miltenberg al Regierungsbezirk de la Baixa Francònia (Unterfranken) a Baviera, Alemanya, amb uns 4.000 habitants. Està situada tocant el petit riu Mud, a la part nord-est de l'Odenwald.

## Història
La ciutat va començar com un monestir benedictí (Abadia d'Amorbach o Kloster Amorbach), que poc a poc es va anar convertint en un assentament fins que l'any 1253 va ser elevat a la categoria de ciutat. Amb els anys, la ciutat va canviar de mans diverses vegades. Va formar part del bisbat de Würzburg fins al 1656, quan va passar a formar part de l'arquebisbat de Magúncia. Com a resultat de la mediatització alemanya de 1803, l'arquebisbat de Magúncia es va secularitzar i Amorbach es va convertir en la ciutat residència del Principat de Leiningen, de curta durada. El 1816 va passar a formar part del Regne de Baviera. El 1965, Amorbach va aconseguir l'estatus de balneari climàtic (Luftkurort).